# 東新不列顛省
東新不列顛省為巴布亞紐幾內亞的一省，位於新不列顛島。東新不列顛省首府位於科科波，於舊都不遠處，旧都在1994年塔乌鲁火山与沃尔坎火山喷发中严重损毁。東新不列顛省面積15,816平方公里，人口220,133人（2000年）。
東新不列顛省存在兩種經濟：現金經濟運作制度與自给農業並行。主要出口的農產品為可可與椰仁乾。旅遊業逐漸成為該省經濟重要的一部份。

## 外部連結
- 東新不列顛省政府